# アンドレア・M・シェンケル
アンドレア・M・シェンケル（Andrea Maria Schenkel、1962年3月21日 - ）は、ドイツの作家。レーゲンスブルク出身。
2006年、『凍える森』（原題：Tannöd ）でデビューした。同作は1920年代にドイツで起こった未解決殺人事件「ヒンターカイフェック事件」を題材とした作品で、シェンケルの作品では1950年代のバイエルンの"Tannöd" という小さな村で、農場主とその妻子、使用人、従業員ら全員が一夜にして殺害される事件に置き換えられている。一家はあまり友好的でなく欲深く気難しい性質のために、周囲からあまり良く思われていなかったが、事件後、村は恐怖に支配された。犯人は判明していない。
ドイツ本国では12万部売れており、フランス、イタリア、オランダ、スウェーデン、ノルウェー、デンマークなど海外でも出版され、映画化の権利も売られる予定である。
『凍える森』は2007年にドイツ・ミステリ大賞の国内スリラー部門とグラウザー賞新人賞の受賞作となり、2008年にはスウェーデンで優れた翻訳ミステリ小説に贈られるマルティン・ベック賞を受賞した。
英語版は2008年6月5日に"The Murder Farm" のタイトルで出版された。
2007年8月、1930年代のドイツのシリアルキラーに主題を置いた第2作"Kalteis" （タイトルは『冷たい氷』の意）を刊行。同作もドイツ・ミステリー大賞国内スリラー部門を受賞した。2年連続で同賞を受賞したのはシェンケルが初めてである。
第4作"Finsterau" は2012年3月に出版された。

## 著書
| # | 邦題     | 原題      | 英語題          | 刊行年 | 刊行年月   | 訳者     | 出版社     |
| - | -------- | --------- | --------------- | ------ | ---------- | -------- | ---------- |
| 1 | 凍える森 | Tannöd    | The Murder Farm | 2006年 | 2007年10月 | 平野卿子 | 集英社文庫 |
| 2 |          | Kalteis   | Ice Cold        | 2007年 |            |          |            |
| 3 |          | Bunker    |                 | 2009年 |            |          |            |
| 4 |          | Finsterau |                 | 2012年 |            |          |            |